# Andeer
Andeer – miejscowość i gmina w Szwajcarii, w kantonie Gryzonia, w regionie Viamala. 1 stycznia 2009 do gminy przyłączono gminy Clugin i Pignia.

## Demografia
W Andeer mieszka 921 osób. W 2020 roku 12,9% populacji gminy stanowiły osoby urodzone poza Szwajcarią. 

## Transport
Przez teren gminy przebiegają autostrada A13 oraz droga główna nr 13. 